# Mount Geissel
Mount Geissel är ett berg i Antarktis. Det ligger i Västantarktis. Chile gör anspråk på området. Toppen på Mount Geissel är 1 430 meter över havet.
Terrängen runt Mount Geissel är platt åt sydväst, men åt nordost är den kuperad. Trakten är glest befolkad. Närmaste befolkade plats är Arturo Parodi Station, 14,0 kilometer nordost om Geissel.